# Camera di compensazione (finanza)
In finanza la camera di compensazione, anche detta Clearing House (CH), è un'istituzione finanziaria che fornisce servizi di compensazione e servizi di regolamento per i derivati finanziari, per le materie prime e transazioni in titoli.
Tali operazioni possono essere eseguite in una borsa a titoli di scambio, nel mercato dei future o al di fuori della borsa nel mercato over the counter.

## Descrizione
Una camera di compensazione si pone tra due imprese compensanti (conosciute come imprese membro o partecipanti alla compensazione) e il suo scopo è ridurre il rischio di una o più aziende compensanti che falliscano nell'onorare i loro obblighi commerciali.
Una camera di compensazione riduce i rischi relativi alle transazioni tra diverse controparti richiedendo depositi collaterali (depositi di margine), fornendo valutazioni commerciali e garanzie indipendenti, monitorando il valore del credito delle aziende compensanti ed in molti casi fornendo un fondo di garanzia che possa essere usato per coprire le perdite che superano la garanzia di un compensatore inadempiente dell'impresa in deposito.